# Davide Lanzafame
Davide Lanzafame (Torino, 9 febbraio 1987) è un allenatore di calcio ed ex calciatore italiano, di ruolo centrocampista o attaccante, tecnico della Luese Cristo.
Prodotto del vivaio della Juventus, ha vinto due campionati ungheresi con le maglie di Honvéd (2016-17) e Ferencváros (2018-19); del campionato magiaro è stato inoltre per due volte consecutive capocannoniere (2017-18 e 2018-19). In precedenza, aveva vinto due campionati italiani di Serie B con Juventus (2006-07) e Bari (2008-09).

## Biografia
È nato a Torino da madre torinese e padre siciliano. Ha un fratello, Giovanni, che gli fa da procuratore.
Nell'agosto 2012 viene iscritto nel registro degli indagati dalla Procura di Bari, insieme ad altri suoi ex compagni di squadra del Bari, per frode sportiva relativamente ad alcune partite della squadra pugliese.
Il 6 giugno 2013 viene deferito alla commissione disciplinare per la partita Bari-Treviso 0-1 del 2007-2008 e per omessa denuncia di Salernitana-Bari 3-2 del 2008-2009: secondo l'accusa, in entrambi i casi, avrebbe ricevuto soldi per perdere la partita.
Il successivo 5 luglio, nell'ambito del filone Bari-bis sul calcioscommesse, il calciatore patteggia una pena a un 1 anno e 4 mesi di squalifica. L'11 dicembre patteggia la pena con 1 mese di reclusione.

## Caratteristiche tecniche

### Giocatore
Di ruolo di ala destra, disponeva di buona esplosività nelle gambe, velocità di base e senso del gol.

## Carriera

### Giocatore

#### Club
Muove i primi passi nella squadra dilettantistica del Barcanova, della quale suo padre era un dirigente. In seguito, suo fratello maggiore Giovanni lo convince a sostenere un provino con il Torino, con esito negativo, e con la Juventus, cui rimarrà legato per i successivi quattordici anni. Con le formazioni giovanili vince complessivamente un Campionato Berretti, un Campionato Primavera, una Coppa Italia Primavera, una Supercoppa italiana Primavera e un Torneo di Viareggio, che conclude come capocannoniere della formazione bianconera. Esordisce in prima squadra il 3 giugno 2007, nella partita esterna contro il Bari, penultima giornata del torneo di Serie B, terminata con la vittoria della squadra di casa (1-0). Tale presenza, unica stagionale, gli permette di fregiarsi della vittoria del campionato cadetto.

##### Bari e Palermo
Proprio alla società barese passa, con la formula del prestito, nella stagione 2007-2008. Si rivela per i pugliesi decisivo anche in fase di finalizzazione, arrivando in doppia cifra e giocando come centravanti, seconda punta ed esterno offensivo. È spesso schierato in quest'ultima posizione da Giuseppe Materazzi, mentre Antonio Conte ne sfrutta la qualità nella posizione di ala. Chiude la stagione positivamente, contribuendo alla permanenza in Serie B dei galletti.
Il 30 maggio 2008 circola la notizia del suo trasferimento al Palermo nell'ambito dell'operazione che porta Amauri alla Juventus, ma l'annuncio ufficiale sarà posticipato al 1º luglio, essendo ancora vigente il prestito al Bari. Dopo aver esercitato la contro-opzione sul suo cartellino, la Juventus lo cede quindi al Palermo per 5 milioni di euro, salvo poi rilevarne la comproprietà per 2,5 milioni. Coi rosanero firma un contratto da 400 000 euro a stagione ed esordisce in Serie A il 30 agosto nella gara esterna contro l'Udinese, persa 3 a 1.
Il 26 dicembre dello stesso anno, il Bari ufficializza il suo ritorno in maglia biancorossa, scelta compiuta dal giocatore stesso per ritrovare minuti e continuità. La formula è quella del prestito secco, stante l'avallo della Juventus comproprietaria del cartellino. Con i pugliesi vince, da protagonista, il campionato cadetto. A fine stagione Palermo e Juventus decidono di rinnovare la compartecipazione.

##### Parma e Juventus
Rientrato al Palermo per fine prestito, il 13 luglio 2009 passa con la stessa formula al Parma. Segna la prima rete con la maglia dei ducali alla nona presenza stagionale, l'8 novembre, contro il Chievo (2-0), per poi ripetersi nella giornata successiva, realizzando il gol decisivo nella vittoriosa trasferta di Firenze contro la Fiorentina (2-3). Il 9 maggio 2010, in Juventus-Parma (2-3) della 37ª giornata di campionato, segna la sua prima doppietta in Serie A. Sette giorni dopo mette a segno un'altra doppietta, siglando la settima e ultima rete in campionato, contro il Livorno.
Terminato il prestito al Parma, nell'estate del 2010 Palermo e Juventus si accordano nuovamente per il rinnovo della comproprietà e per il passaggio del calciatore ai bianconeri. Esordisce, confezionando la sua seconda presenza con la maglia della Juventus e la prima assoluta in una competizione europea, il 29 luglio 2010 contro gli Shamrock Rovers (0-2), nell'andata del terzo turno preliminare di Europa League.

##### Brescia e Catania
Dopo appena 9 presenze in bianconero, di cui 6 in Europa League, nel gennaio 2011 si trasferisce in prestito al Brescia, che gli corrisponde la totalità dell'ingaggio. Esordisce con le rondinelle già due giorni dopo, in Brescia-Cesena (1-2), subentrando ad Alessandro Diamanti al 47'. Il 22 gennaio 2011, alla quarta presenza col Brescia, gioca per la prima volta da titolare, nella trasferta in casa del Palermo (1-0). Chiude una discreta stagione con 13 presenze.
Il 24 giugno 2011 la compartecipazione tra Palermo e Juventus, che non propongono offerte per rilevarne il cartellino, viene risolta in favore della società siciliana. Non rientrando nei piani tecnici dei rosanero, che non lo convocano per il ritiro estivo, viene ufficializzato il suo passaggio in compartecipazione al Catania nell'ambito della trattativa che porta Matías Silvestre al Palermo. Esordisce in maglia rossazzurra il 21 agosto nella gara casalinga contro il Brescia (2-1), valevole per il terzo turno di Coppa Italia, sostituito al 62' da Andrea Catellani. Segna il primo gol con la maglia degli etnei il 29 novembre 2011 nella gara del quarto turno di Coppa Italia contro il Novara, siglando il gol del momentaneo vantaggio nella partita poi vinta per 3 a 2 dagli ospiti. Il 22 giugno 2012, termine ultimo per la risoluzione delle compartecipazioni, il Palermo non presenta offerte per il giocatore, che da regolamento resta al Catania.

##### Grosseto e Honvéd
Il 10 settembre 2012, grazie a una proroga concessa al Grosseto per le operazioni di calciomercato, passa in prestito alla società toscana. Esordisce in campionato alla quarta giornata contro il Crotone, partito titolare e sostituito al 52' da Valerio Foglio. Segna la sua prima rete con i toscani il 6 ottobre nella sconfitta interna contro il Sassuolo (1-2), andando a segno con una mezza rovesciata dal limite dell'area.
Il 29 gennaio 2013, dopo 16 presenze e 2 reti, torna al Catania che lo gira subito in prestito agli ungheresi dell'Honvéd. L'esordio con il club magiaro risale al 3 marzo, in occasione della diciottesima giornata di campionato persa per 4 a 0 contro il Videoton. Segna la sua prima rete in campionato il 12 aprile nella sfida interna contro il Kaposvár, servendo prima l'assist dell'1 a 1 al 60', poi realizzando il gol che completa la rimonta e consegna la vittoria alla sua squadra. Il 28 aprile 2013, durante la 25ª giornata di campionato, nella partita disputata contro il Pécsi, in seguito a un litigio con il compagno Leandro Martínez su chi dovesse battere un calcio di rigore, viene espulso per somma di ammonizioni. Chiude l'esperienza ungherese con 5 gol segnati in 10 presenze, condite con 5 assist.

##### La squalifica, Perugia e Novara
Il 30 giugno 2013 torna al Catania ma, data la squalifica di un anno e quattro mesi comminatagli il 5 luglio per il calcioscommesse, non si aggrega al ritiro rossoazzurro. Non allenandosi col Catania, assume un preparatore atletico allenandosi sia per conto proprio, che con una squadra dilettantistica. L'8 ottobre seguente lascia Catania, rescindendo consensualmente il contratto che lo legava agli etnei.
Il 12 agosto 2014, da svincolato e nonostante fosse ancora squalificato, si accorda con il Perugia, neopromosso in Serie B. Con la squadra umbra raggiunge i play-off, persi al turno preliminare contro il Pescara. L'anno seguente, riconfermato in rosa, colleziona 17 presenze nella prima parte del campionato, per passare al Novara nel gennaio del 2016. Esordisce con i piemontesi due giorni dopo, nella sconfitta interna contro il Crotone, subentrando al 70' a Pablo Gonzalez. Segna la sua prima e unica rete con la maglia gaudenziana nell'ultima partita dei play-off, in trasferta contro il Pescara.

##### Ritorno in Ungheria, Adana Demirspor e L.R. Vicenza
Il 25 agosto 2016 lascia Novara per far ritorno ai magiari dell'Honvéd. Il suo secondo esordio coi rossoneri è datato 10 settembre, ottava giornata di campionato: fornirà l'assist della rete che sblocca il risultato, nella sconfitta per 3 a 1 contro il Mezőkövesd-Zsóry. Segna il suo primo gol stagionale otto giorni dopo, nel derby cittadino contro l'MTK Budapest, trasformando il rigore del 2 a 0, nella partita che finirà con un roboante 5 a 0. Il 27 maggio, dopo aver vinto lo scontro al vertice contro il Videoton, si laurea campione d'Ungheria. Conclude la stagione con 27 presenze e 12 reti, migliorando il suo precedente record personale (11 marcature stagionali). L'annata successiva vede il debutto in Champions League, durante la quale trova le sue prime reti in una competizione europea. Al termine della stagione ottiene la qualificazione all'Europa League, classificandosi al quarto posto in campionato. Segna 18 reti in 32 presenze di campionato, laureandosi primo capocannoniere italiano nella massima serie magiara. L'intera stagione si conclude con 41 presenze e 22 gol complessivi, nuovo record.
Il 1º luglio 2018 viene ceduto ai rivali del Ferencváros per 700 000 euro. Il 27 aprile 2019 si laurea campione d'Ungheria per la seconda volta in carriera, proprio battendo l'Honvéd nella gara decisiva. Vince per la seconda volta consecutiva anche il titolo di capocannoniere, mettendo a referto 16 gol. Il 12 agosto 2019, dopo una sola stagione al Ferencváros, fa ritorno all'Honvéd in prestito.
Nell'agosto del 2020 accetta l'offerta dell'Adana Demirspor, club militante nella seconda divisione turca, squadra in cui resta fino al gennaio 2021. Il 1º febbraio, dopo la rescissione con la formazione turca, torna in Italia, accasandosi da svincolato al Vicenza, in Serie B. Otto giorni dopo segna la sua prima rete in maglia biancorossa, in occasione della partita casalinga persa 2 a 1 contro il Monza. Resta a Vicenza fino al gennaio 2022, risolvendo poi il proprio contratto con la società veneta.
Dopo un periodo da svincolato, durante il quale prova a proporsi senza esito all'Honvéd, decide all'età di 35 anni di appendere gli scarpini al chiodo.

#### Nazionale
L'allora commissario tecnico della nazionale Under-21, Pierluigi Casiraghi, lo convoca per la partita contro l'Azerbaigian del 25 marzo 2008, valida per le qualificazioni all'europeo di categoria. L'esordio in campo avviene tuttavia il 21 maggio con la nazionale olimpica, entrando nel secondo tempo di Italia-Costa d'Avorio (2-0), partita del Torneo di Tolone, manifestazione amichevole utile per la preparazione al torneo olimpico di Pechino 2008. Due giorni dopo segna il suo primo gol con la maglia degli azzurrini, contro la Turchia.
Dopo le positive apparizioni con l'olimpica, il 5 settembre 2008 esordisce con l'Under-21 a Castel di Sangro, entrando nel secondo tempo di Italia-Grecia (1-1), partita valida per le qualificazioni all'europeo 2009.

### Allenatore
Nell'estate 2022 torna in Ungheria per iniziare la carriera di allenatore, sedendosi sulla panchina del Pestszentimré, squadra della XVIII Circoscrizione di Budapest, che milita nella quarta serie magiara. Nel frattempo partecipa, a Coverciano, al corso per ottenere il patentino UEFA B.
Nel maggio 2023 rientra in Italia, ingaggiato come tecnico dal Borgaro, squadra di Borgaro Torinese militante nel campionato piemontese-valdostano di Eccellenza. Sulla panchina gialloblù, nella stagione 2023-2024 vince il proprio girone e ottiene la promozione in Serie D.
Nel settembre del 2024, dopo aver completato il corso specifico presso il Settore Tecnico della FIGC a Coverciano, consegue la licenza UEFA A, che consente di guidare tutte le squadre giovanili (comprese le Primavera), tutte le squadre femminili e le prime squadre maschili fino alla Serie C inclusa.
Ad ottobre 2024 subentra sulla panchina della Luese Cristo, squadra di Alessandria militante nel campionato regionale di Eccellenza.

## Statistiche

### Presenze e reti nei club
| Stagione            | Squadra             | Campionato          | Campionato | Campionato | Coppe nazionali | Coppe nazionali | Coppe nazionali | Coppe continentali | Coppe continentali | Coppe continentali | Altre coppe | Altre coppe | Altre coppe | Totale | Totale |
| Stagione            | Squadra             | Comp                | Pres       | Reti       | Comp            | Pres            | Reti            | Comp               | Pres               | Reti               | Comp        | Pres        | Reti        | Pres   | Reti   |
| ------------------- | ------------------- | ------------------- | ---------- | ---------- | --------------- | --------------- | --------------- | ------------------ | ------------------ | ------------------ | ----------- | ----------- | ----------- | ------ | ------ |
| 2006-2007           | Juventus            | B                   | 1          | 0          | CI              | 0               | 0               | -                  | -                  | -                  | -           | -           | -           | 1      | 0      |
| 2007-2008           | Bari                | B                   | 37         | 10         | CI              | 1               | 1               | -                  | -                  | -                  | -           | -           | -           | 38     | 11     |
| 2008-gen. 2009      | Palermo             | A                   | 9          | 0          | CI              | 1               | 0               | -                  | -                  | -                  | -           | -           | -           | 10     | 0      |
| gen.-giu. 2009      | Bari                | B                   | 18         | 2          | -               | -               | -               | -                  | -                  | -                  | -           | -           | -           | 18     | 2      |
| Totale Bari         | Totale Bari         | Totale Bari         | 55         | 12         |                 | 1               | 1               |                    | -                  | -                  |             | -           | -           | 56     | 13     |
| 2009-2010           | Parma               | A                   | 27         | 7          | CI              | 1               | 0               | -                  | -                  | -                  | -           | -           | -           | 28     | 7      |
| 2010-gen. 2011      | Juventus            | A                   | 3          | 0          | CI              | 0               | 0               | UEL                | 6                  | 0                  | -           | -           | -           | 9      | 0      |
| Totale Juventus     | Totale Juventus     | Totale Juventus     | 4          | 0          |                 | 0               | 0               |                    | 6                  | 0                  |             | -           | -           | 10     | 0      |
| gen.-giu. 2011      | Brescia             | A                   | 13         | 0          | CI              | -               | -               | -                  | -                  | -                  | -           | -           | -           | 13     | 0      |
| 2011-2012           | Catania             | A                   | 11         | 1          | CI              | 2               | 1               | -                  | -                  | -                  | -           | -           | -           | 13     | 2      |
| 2012-gen. 2013      | Grosseto            | B                   | 16         | 2          | CI              | -               | -               | -                  | -                  | -                  | -           | -           | -           | 16     | 2      |
| gen.-giu. 2013      | Honvéd              | NB1                 | 10         | 5          | CU+CdL          | 2+2             | 0+1             | UEL                | -                  | -                  | -           | -           | -           | 14     | 6      |
| ago.-ott. 2013      | Catania             | A                   | 0          | 0          | CI              | -               | -               | -                  | -                  | -                  | -           | -           | -           | 0      | 0      |
| Totale Catania      | Totale Catania      | Totale Catania      | 11         | 1          |                 | 2               | 1               |                    | -                  | -                  |             | -           | -           | 13     | 1      |
| 2014-2015           | Perugia             | B                   | 23+1       | 1          | CI              | 1               | 0               | -                  | -                  | -                  | -           | -           | -           | 25     | 1      |
| 2015-gen. 2016      | Perugia             | B                   | 17         | 0          | CI              | 2               | 1               | -                  | -                  | -                  | -           | -           | -           | 19     | 1      |
| Totale Perugia      | Totale Perugia      | Totale Perugia      | 40+1       | 1          |                 | 3               | 1               |                    | -                  | -                  |             | -           | -           | 44     | 2      |
| gen.-giu. 2016      | Novara              | B                   | 13+3       | 0+1        | CI              | -               | -               | -                  | -                  | -                  | -           | -           | -           | 16     | 1      |
| 2016-2017           | Honvéd              | NB1                 | 25         | 11         | CU              | 2               | 1               |                    | -                  | -                  | -           | -           | -           | 27     | 12     |
| 2017-2018           | Honvéd              | NB1                 | 32         | 18         | CU              | 7               | 2               | UCL                | 2                  | 2                  | -           | -           | -           | 41     | 22     |
| 2018-2019           | Ferencváros         | NB1                 | 28         | 16         | CU              | 4               | 1               | UEL                | 2                  | 0                  | -           | -           | -           | 34     | 17     |
| lug.-ago. 2019      | Ferencváros         | NB1                 | -          | -          | CU              | -               | -               | UCL                | 5                  | 2                  | -           | -           | -           | 5      | 2      |
| Totale Ferencváros  | Totale Ferencváros  | Totale Ferencváros  | 28         | 16         |                 | 4               | 1               |                    | 7                  | 2                  |             | -           | -           | 39     | 19     |
| ago. 2019-2020      | Honvéd              | NB1                 | 21         | 11         | CU              | 3               | 2               | UEL                | -                  | -                  | -           | -           | -           | 24     | 13     |
| Totale Honvéd       | Totale Honvéd       | Totale Honvéd       | 88         | 45         |                 | 16              | 6               |                    | 2                  | 2                  |             | -           | -           | 106    | 53     |
| 2020-gen. 2021      | Adana Demirspor     | 1L                  | 9          | 1          | CT              | 3               | 0               | -                  | -                  | -                  | -           | -           | -           | 12     | 1      |
| gen.-giu. 2021      | Vicenza             | B                   | 12         | 2          | CI              | -               | -               | -                  | -                  | -                  | -           | -           | -           | 12     | 2      |
| 2021-gen. 2022      | Vicenza             | B                   | 3          | 0          | CI              | 1               | 1               | -                  | -                  | -                  | -           | -           | -           | 1      | 1      |
| Totale L.R. Vicenza | Totale L.R. Vicenza | Totale L.R. Vicenza | 15         | 2          |                 | 1               | 1               |                    | -                  | -                  |             | -           | -           | 16     | 3      |
| Totale carriera     | Totale carriera     | Totale carriera     | 332        | 88         |                 | 32              | 11              |                    | 15                 | 4                  |             | -           | -           | 379    | 103    |

### Cronologia presenze e reti in nazionale
| Cronologia completa delle presenze e delle reti in nazionale ― Italia olimpica | Cronologia completa delle presenze e delle reti in nazionale ― Italia olimpica | Cronologia completa delle presenze e delle reti in nazionale ― Italia olimpica | Cronologia completa delle presenze e delle reti in nazionale ― Italia olimpica | Cronologia completa delle presenze e delle reti in nazionale ― Italia olimpica | Cronologia completa delle presenze e delle reti in nazionale ― Italia olimpica | Cronologia completa delle presenze e delle reti in nazionale ― Italia olimpica | Cronologia completa delle presenze e delle reti in nazionale ― Italia olimpica |
| Data                                                                           | Città                                                                          | In casa                                                                        | Risultato                                                                      | Ospiti                                                                         | Competizione                                                                   | Reti                                                                           | Note                                                                           |
| ------------------------------------------------------------------------------ | ------------------------------------------------------------------------------ | ------------------------------------------------------------------------------ | ------------------------------------------------------------------------------ | ------------------------------------------------------------------------------ | ------------------------------------------------------------------------------ | ------------------------------------------------------------------------------ | ------------------------------------------------------------------------------ |
| 21-5-2008                                                                      | Tolone                                                                         | Costa d'Avorio olimpica                                                        | 0 – 2                                                                          | Italia olimpica                                                                | Torneo di Tolone 2008 - 1º turno                                               | -                                                                              | 65’                                                                            |
| 23-5-2008                                                                      | La Seyne-sur-Mer                                                               | Italia olimpica                                                                | 2 – 1                                                                          | Turchia under 23                                                               | Torneo di Tolone 2008 - 1º turno                                               | 1                                                                              |                                                                                |
| 25-5-2008                                                                      | Tolone                                                                         | Italia olimpica                                                                | 2 – 0                                                                          | Stati Uniti olimpica                                                           | Torneo di Tolone 2008 - 1º turno                                               | -                                                                              | 46’                                                                            |
| 27-5-2008                                                                      | Tolone                                                                         | Italia olimpica                                                                | 0 – 0 dts (5 - 4 dcr)                                                          | Giappone olimpica                                                              | Torneo di Tolone 2008 - Semifinale                                             | -                                                                              | 46’                                                                            |
| Totale                                                                         |                                                                                | Presenze                                                                       | 4                                                                              |                                                                                | Reti                                                                           | 1                                                                              |                                                                                |

## Palmarès

### Giocatore

#### Club

##### Competizioni giovanili
- Coppa Italia Primavera: 1

Juventus: 2006-2007

##### Competizioni nazionali
- Campionato italiano di Serie B: 2

Juventus: 2006-2007
Bari: 2008-2009
- Campionato ungherese: 2

Honvéd: 2016-2017
Ferencváros: 2018-2019
- Coppa d'Ungheria: 1

Honvéd: 2019-2020

#### Nazionale
- Torneo di Tolone: 1

2008

#### Individuale
- Capocannoniere del Torneo di Viareggio: 1

2007 (7 gol)
- Capocannoniere del campionato ungherese: 2

2017-2018 (18 gol), 2018-2019 (16 gol, a pari merito con Filip Holender)
- Calciatore dell'anno del campionato ungherese: 1

2017-2018

### Allenatore
- Eccellenza: 1

Borgaro: 2023-2024 (girone A piemontese-valdostano)